# Robert Dundas d'Arniston
Pour les articles homonymes, voir Robert Dundas.
Robert Dundas d'Arniston (6 juin 1758 - 17 juin 1819) est un juge écossais.
Dundas est Solliciteur général pour l'Écosse entre 1784 et 1789 et Lord Advocate de 1789 à 1801. Il siège comme député pour l'Edinburghshire de 1790 à 1801 et est baron en chef de l'Échiquier en Écosse de 1801 jusqu'à sa mort en 1819.

## Biographie

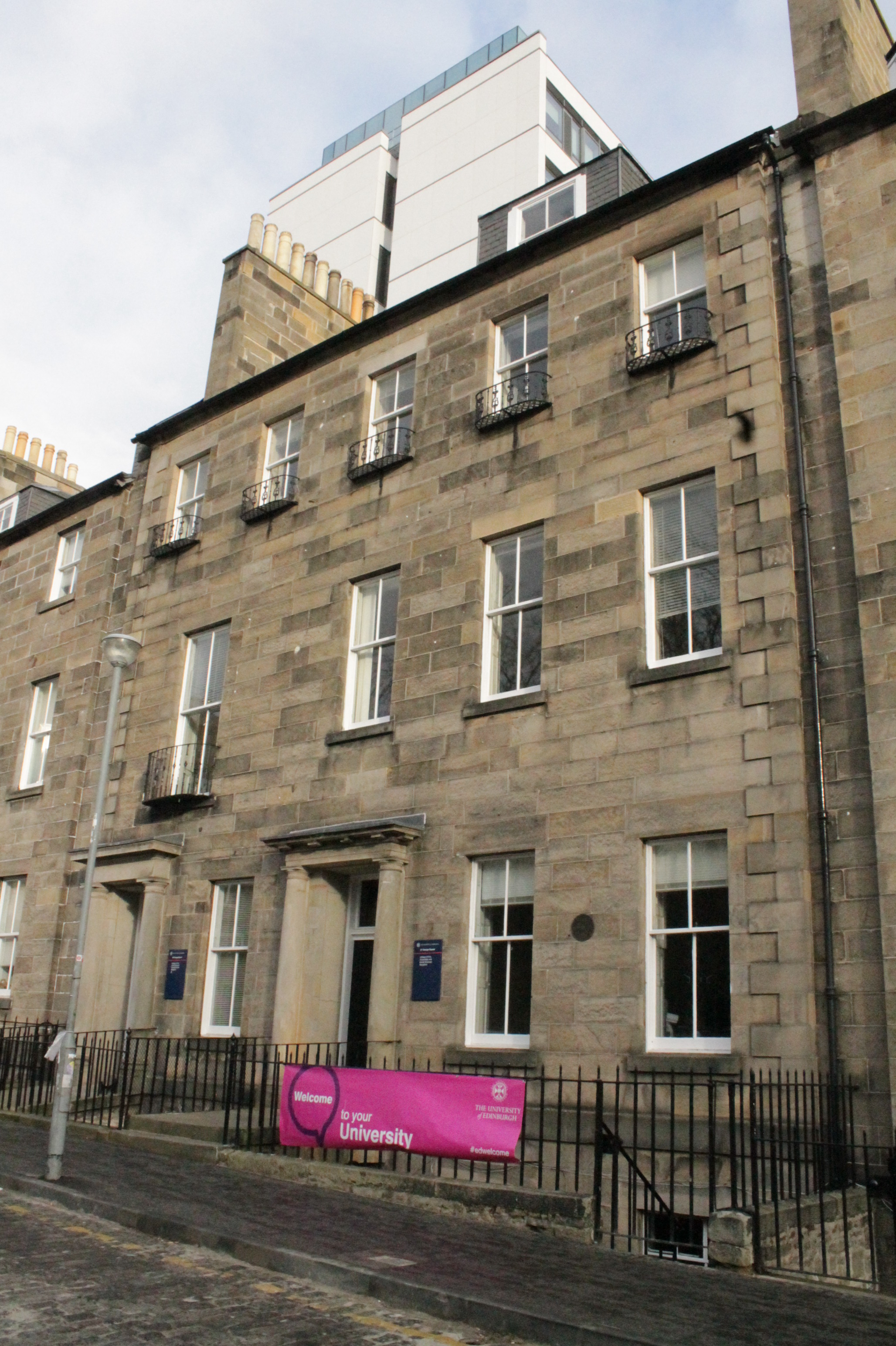
57.58 George Square à Édimbourg

Robert est né le 6 juin 1758 à Arniston House, au sud d'Édimbourg. Il est le fils aîné de Robert Dundas d'Arniston, le cadet et de sa seconde épouse, Jean, fille de William Grant, Lord Prestongrange. Vers 1766, la famille prend un logement supplémentaire à Adam's Court à Édimbourg. Il fait ses études au lycée et à l'université d'Édimbourg et est admis comme avocat en 1779(Hamilton 1888, p. 195).
Avec l'aide de son oncle Henry Dundas, 1er vicomte Melville, il succède à Alexander Wight comme solliciteur général pour l'Écosse en 1784 et devient lord-avocat en 1789.
De 1790 à 1801, il est député d'Edimbourg.
En juin 1792, il est la cause et le centre des émeutes de Dundas, qui commencent dans sa maison de George Square. Après les émeutes, il se donne pour objectif personnel de poursuivre et de détruire l'avocat d'Édimbourg, Thomas Muir de Huntershill, qu'il considère comme responsable de la plupart des méfaits séditieux.
Il comparait pour la couronne lors des grands procès pour sédition à Édimbourg en 1793. En 1796, il est élu doyen de la Faculté des avocats.
Il est co-greffier et conservateur des registres généraux des saisines et autres brefs en Écosse de 1799 jusqu'à ce que le 1er juin 1801, il soit nommé baron en chef de l'Échiquier en Écosse, mais en 1801 et 1811, il refuse les offres de devenir Lord président.
Il est décédé dans sa maison de ville, 57 George Square, Édimbourg le 17 juin 1819

## Famille
Membre d'une dynastie juridique et politique écossaise, Dundas est le fils de Robert Dundas le Jeune. Son arrière-arrière-grand-père James Dundas, Lord Arniston (mort en 1679) et son arrière-grand-père Robert Dundas, Lord Arniston sont députés et juges, tout comme son grand-père Robert Dundas, d'Arniston, l'aîné et son père Robert Dundas, d'Arniston, le cadet.
En mai 1787, Robert Dundas épouse sa cousine germaine, Elizabeth Dundas, fille de son oncle Henry Dundas. Ensemble, ils ont deux filles et trois fils. Elizabeth est décédée le 18 mars 1852. Son héritier, Robert, qui vit au 69 Queen Street à Édimbourg meurt en 1838. Henry, le deuxième fils, est vice-amiral dans la marine et est décédé le 11 septembre 1863 . Sa fille épouse John Borthwick de Crookston (1787–1845).